# Kévin Vandendriessche
Kévin Vandendriessche (Lesquin, 7 augustus 1989) is een Frans voetballer van Belgische afkomst die als centrale middenvelder speelt. Hij staat sinds de zomer van 2021 onder contract bij KV Kortrijk.

## Clubcarrière
Vandendriessche speelde drie seizoenen bij het bescheiden ES Wasquehal. In 2012 trok hij naar Mouscron-Péruwelz. Op 29 augustus 2012 debuteerde de middenvelder in de tweede klasse tegen Boussu Dour Borinage. Op 22 december 2012 scoorde hij in de terugronde tegen Boussu Dour zijn eerste doelpunt voor de club. In 2014 promoveerde hij met de Henegouwers naar de Jupiler Pro League. Op 27 juli 2014 debuteerde Vandendriessche in de Jupiler Pro League tegen RSC Anderlecht.
In 2015 maakte hij de overstap naar reeksgenoot kv oostende. Vandendriessche profileerde zich hier als een hard werkende centrale middenvelder. Hij groeide er ook door tot aanvoerder van het elftal. Gedurende het seizoen 2020/21 werd bekend dat zijn contract, dat afloopt op 30 juni 2021, niet verlengd zal worden waardoor Vandendriessche de club transfervrij zal verlaten. Hij speelde uiteindelijk 6 seizoenen bij Oostende waarin hij actief was in 201 competitiewedstrijden.
In januari 2021 werd bekend dat de Fransman na het seizoen 2020-2021 gaat spelen voor KV Kortrijk. Hij tekende er een contract voor twee seizoenen in Kortrijk. Op de eerste speeldag van het seizoen 2021/22 mocht Vandendriessche meteen in de basis starten in de gewonnen thuiswedstrijd tegen RFC Seraing.